# Тигровый сорокопут
Тигровый сорокопут (лат. Lanius tigrinus) — небольшая птица отряда воробьиных, которая принадлежит роду сорокопуты семейства сорокопутовых. Этот вид сорокопутов получил своё имя из-за тигрообразной окраски оперения — красновато-коричневая спина с чёрным поперечным рисунком.

## Таксономия
Тигровый сорокопут был описан в 1828 году бельгийским натуралистом Пьером Огюстом Жозефом Драпие (англ. Pierre Auguste Joseph Drapiez). Он поместил его в род сорокопутов, группу приблизительно из 26 разновидностей, живущих в открытых областях в Евразии, Африке и Северной Америке. Название рода означает «мясник» на латыни, что связано с привычкой птиц к накалыванию и хранению добычи. В пределах рода тигровый сорокопут наиболее близко связан с сибирским жуланом (лат. Lanius cristatus) и японским сорокопутом (лат. Lanius bucephalus), но у него нет никаких признанных подразновидностей.

## Описание
Размерами и телосложением сходен с жуланом, но отличается от него окраской спины, поясницы и хвоста, имеющих рыже-коричневый цвет с чёрным поперечным рисунком, а клюв более массивен. У взрослых самцов белые нижние части тела и серая голова с чёрной маской, а у самок окраска головы напоминает серую шапочку. Молодые особи сходны с молодыми жуланами.
Обитает в лесистых местностях восточной Азии. В России гнездится только на юге Приморья, куда прилетает в начале июня. Встречается достаточно редко, поэтому включён в перечень объектов животного мира России, нуждающихся в особом внимании. Гнёзда строит на деревьях и кустарниках, откладывает три — шесть яиц.
Как и другие сорокопуты, он питается насекомыми, мелкими пресмыкающимися.

## Распространение
Встречается в Восточной Азии от побережья Японского, Жёлтого и Восточно-Китайского морей к западу до восточного склона Большого Хингана, хребта Тайханшань, восточного склона Сино-Тибетских гор, в северо-восточной части Хонсю, на островах залива Петра Великого.